# Jari Vlak
Jari Vlak (Volendam, Países Bajos, 15 de agosto de 1998) es un futbolista neerlandés que juega de centrocampista en el ADO La Haya de la Eerste Divisie.

## Trayectoria
Debutó en la Eerste Divisie con el F. C. Volendam el 5 de octubre de 2018 en un partido contra el RKC Waalwijk, como titular.
El 11 de enero de 2021 firmó un contrato de tres años y medio con el F. C. Emmen. Se le pretendía como sustituto de Michael Chacón Ibargüen, que se había marchado al Atlético Nacional.

## Vida personal
Su hermano mayor Gerry Vlak también es futbolista.

## Estadísticas

### Clubes
Actualizado al último partido disputado el 8 de noviembre de 2024.
| Club                          | Div.          | Temporada     | Liga  | Liga  | Copas nacionales | Copas nacionales | Copas internacionales | Copas internacionales | Total | Total |
| Club                          | Div.          | Temporada     | Part. | Goles | Part.            | Goles            | Part.                 | Goles                 | Part. | Goles |
| ----------------------------- | ------------- | ------------- | ----- | ----- | ---------------- | ---------------- | --------------------- | --------------------- | ----- | ----- |
| F. C. Volendam · Países Bajos | 2.ª           | 2018-19       | 26    | 1     | 1                | 0                | ―                     | ―                     | 27    | 1     |
| F. C. Volendam · Países Bajos | 2.ª           | 2019-20       | 28    | 4     | 1                | 0                | ―                     | ―                     | 29    | 4     |
| F. C. Volendam · Países Bajos | 2.ª           | 2020-21       | 17    | 2     | 0                | 0                | ―                     | ―                     | 17    | 2     |
| F. C. Volendam · Países Bajos | Total club    | Total club    | 71    | 7     | 2                | 0                | 0                     | 0                     | 73    | 7     |
| F. C. Emmen · Países Bajos    | 1.ª           | 2020-21       | 18    | 1     | 1                | 0                | ―                     | ―                     | 19    | 1     |
| F. C. Emmen · Países Bajos    | 2.ª           | 2021-22       | 38    | 4     | 2                | 0                | ―                     | ―                     | 40    | 4     |
| F. C. Emmen · Países Bajos    | 1.ª           | 2022-23       | 35    | 2     | 3                | 1                | ―                     | ―                     | 38    | 3     |
| F. C. Emmen · Países Bajos    | 2.ª           | 2023-24       | 22    | 7     | 0                | 0                | ―                     | ―                     | 22    | 7     |
| F. C. Emmen · Países Bajos    | Total club    | Total club    | 113   | 14    | 6                | 1                | 0                     | 0                     | 119   | 15    |
| ADO La Haya · Países Bajos    | 2.ª           | 2023-24       | 16    | 1     | 1                | 0                | ―                     | ―                     | 17    | 1     |
| ADO La Haya · Países Bajos    | 2.ª           | 2024-25       | 13    | 2     | 1                | 0                | ―                     | ―                     | 14    | 2     |
| ADO La Haya · Países Bajos    | Total club    | Total club    | 29    | 3     | 2                | 0                | 0                     | 0                     | 31    | 3     |
| Total carrera                 | Total carrera | Total carrera | 213   | 24    | 10               | 1                | 0                     | 0                     | 223   | 25    |